# Нелі Жакмар
Корнелія (Нелі́) Жакма́р, у шлюбі Жакмар-Андре (фр. Nélie Jacquemart, Jacquemart-André; 25 липня 1841, Париж — 15 травня 1912, там само) — французька художниця, колекціонерка мистецтва, меценатка і філантропка, засновниця музею Жакмар-Андре в Парижі.

## Біографія та творчість
Народилася 25 липня 1841 року в Парижі, у незаможній родині. З ранніх років нею опікувалася Памела де Ватрі, багата власниця абатства Шалі. Завдяки їй Нелі змогла здобути освіту, вступивши до паризької Школи образотворчих мистецтв, де її вчителем став Леон Коньє 
1863 року Нелі дебютувала в Паризькому Салоні з двома жанровими картинами. Вона також писала релігійні картини для паризьких церков, але поступово її основною спеціалізацією став портретний жанр. Художниці замовляли портрети чимало відомих людей, зокрема президент Тьєр. Деякі її роботи пізніше були представлені на Всесвітній виставці 1878.

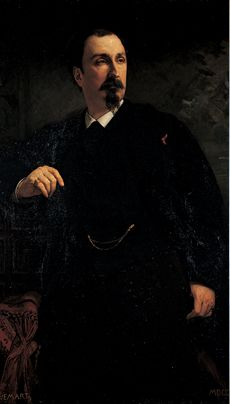
Нелі Жакмар. Портрет Едуара Андре. 1872

1872 року Нелі написала портрет банкіра і колекціонера мистецтва Едуара Андре. Через 9 років, у 1881 році, вона одружилася з ним та оселилася у його особняку на бульварі Осман.
Писати картини Нелі після одруження перестала, але з її ініціативи подружжя багато подорожувало, зокрема Італію, і набувало численні витвори мистецтва, насамперед роботи італійських живописців (зокрема Мантеньї, Белліні, Боттічеллі, Карпаччо, Учелло та інших). Поступово їхній особняк перетворився на своєрідний музей, де в кожному приміщенні було представлено мистецтво певного періоду (з величезним переважанням XVIII століття).
Чоловік помер у 1894 році, заповівши все своє майно Нелі. Після його смерті вона продовжила подорожувати, поповнюючи загальну колекцію, і в 1902 році повернулася до Франції, де придбала абатство Шалі, щоб розмістити там зібрані предмети мистецтва.

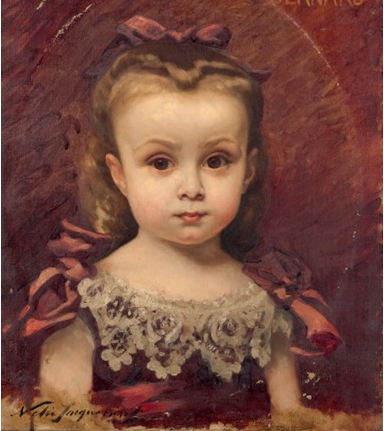
Нелі Жакмар. Портрет дівчинки

Нелі Жакмар-Андре померла 1912 року. Всю нерухомість, що їй належала, і твори мистецтва вона заповідала Інституту Франції за умови, що її паризький особняк і абатство Шалі стануть доступними широкому загалу, що й було виконано в 1913 році . Нині в особняку знаходиться музей Жакмар-Андре, а в абатстві — його філія.